# Luis Chonillo
Luis Esteban Chonillo Breilh (Durán, 7 de septiembre de 1984) es un licenciado en comercio y finanzas, político, activista social y empresario ecuatoriano, relacionado con la industria gráfica. Es el alcalde de Durán, desde el 14 de mayo de 2023. Fue gobernador del Guayas, entre 2020 y 2021, en el gobierno de Lenín Moreno.

## Biografía
Tras realizar estudios (2003-2008), en el Instituto Tecnológico de Monterrey, obtuvo la licenciatura en Comercio y Finanzas. Posteriormente, en la Universidad de Miami (2013-2015), consiguió la maestría en Administración de Empresas. Continuó sus estudios (2015-2016), obteniendo una maestría en Administración, por la IE Universidad.

### Trayectoria
Está vinculado a la industria de la impresión gráfica del Guayas. Se desempeñó como gerente (general) Financiero y Administrativo de Poligráfica S.A., en tres periodos: 2009-2017, 2019-2020 y 2021-2022.
También fue asesor legislativo en la Asamblea Nacional, entre 2018 y 2019.

### Vida personal
Se casó con Silvia Cristina Córdoba, excandidata a viceprefecta del Guayas (2023); con quien tuvo un hijo.
En octubre de 2020, anunció que dio positivo a una prueba de COVID-19, por lo cual haría teletrabajo en la gobernación.

## Vida política

### Candidatura a la alcaldía de Durán (2019)
En 2018, incursionó en la política, para ser candidato por el movimiento político Centro Democrático, para ocupar la Alcaldía de Durán, en las elecciones seccionales de 2019. Su campaña tuvo como lema: Empieza el Cambio. Entre sus propuestas estuvo plan de saneamiento que incluya un eficiente alcantarillado y recolección de basura. Tras las elecciones de 2019, quedó en tercer lugar, con el 22.32 % del escrutinio de los votos.

### Gobernador del Guayas
El 6 de agosto de 2020, fue nombrado por el presidente Lenín Moreno, como Gobernador del Guayas. Tras su nombramiento, Centro Democrático, comunicó que no pertenece a sus filas desde los resultados de los comicios de 2019.
Mantuvo este cargo hasta el cambio de mando presidencial, el 24 de mayo de 2021.

### Candidatura a la alcaldía de Durán (2023)
En 2022, fue elegido candidato por el movimiento político Ciudadano, para liderar la coalición: Chonillo ¡Ahora sí!, para ocupar la Alcaldía de Durán, en las elecciones seccionales de 2023. Entre sus propuestas estuvo plan de  “transformación” del cantón, tomando como prioridad temas como el agua potable.
El 14 de enero de 2023, en el debate organizando por el CNE, fue cuestionado por su gestión como gobernador y por no vivir en Durán, sino en Samborondón. El día 24 del mismo mes, el candidato de Democracia Sí, Yamil Layana, "renunció" a su candidatura para apoyar a Chonillo en los próximos comicios.

### Alcaldía de Durán
Tras las elecciones de 2023, fue elegido como el virtual alcalde de Durán, por liderar el escrutinio de la votación con el 36.08 % de los votos. El 9 de febrero de 2023, declaró que tiene un proyecto "independiente" y que "no estamos integrados con ningún partido".
Pasado los comicios, su equipo comenzó a retirar el material electoral, para reutilizarlo en la construcción de casitas para mascotas.
El 14 de mayo de 2023, el día de cambio de mando, reemplazó un acto de posesión dirigiendo un operativo de recolección de basura.
Al día siguiente, luego de una entrevista en el que admitió: "Aquí se acaba la corrupción", referente a su administración municipal. Dirigiéndose a instalar la primera sesión del consejo, sufrió un ataque armado contra su vida; saliendo ileso. Este hecho causó que haya "acefalía" en el municipio y sin que se haya elegido a una vicealcaldesa. El suceso dejó un total de dos fallecidos y cuatro heridos, hasta el 17 de mayo. Varios funcionarios y políticos simpatizaron su cercanía y solidaridad a Chonillo.
Pasado algunos días, Chonillo se pronunció e informó a la ciudadanía sobre el acontecimiento: "Me encuentro en buen estado de salud, trabajando por el bienestar de la ciudad", y dando a conocer que el 19 de mayo, instalaría la sesión del consejo.